# خيسوس مارسيلو دي لوس سانتوس
خيسوس مارسيلو دي لوس سانتوس هو سياسي مكسيكي، ولد في 15 ديسمبر 1940 في ولاية سان لويس بوتوسي في المكسيك. نشط حزبياً في حزب العمل الوطني.